# Schnitta Sámuel
Schnitta Sámuel (Budapest, 1893. június 21. – 1968. június 10.) magyar éttermi szakember.

## Életpályája
Schnitta Sámuel főpincér és Arbesbauer Leopoldina első gyermekeként született. Heten voltak testvérek. Középiskolai tanulmányait 1902 és 1906 között a Budapesti Ágostai Hitvallású Evangélikus Főgimnáziumban végezte. 1908-tól a Royal Nagyszálloda tanonca volt; az irodában dolgozott előkészítőként, majd trafikosfiú lett. 1909-ben került a Hungária Nagyszállodába.
A szakiskola elvégzése után a 400 aranykoronás Glück Frigyes-féle ösztöndíjjal 1911-től Angliában folytatta tanulmányait. Fél évig tanult a winchesteri George Hotelben, ahol tökéletesen megtanult angolul. 1912-ben a londoni Lancaster Gate Hotelben felszolgálóként dolgozott. 1913–1914-ben Párizsba ment dolgozni; a Grand Hotel Reginába. Párizsból, mivel ellenséges ország lakosa volt, ezért internálták, így került Noirmoutier-ba, a Fekete Kolostorba, ahol 1914–1919 között fogságban volt, civil internáltként. 1919 nyarán jött vissza Budapestre, ahol az Astoria Szállóban szobafőnökként helyezkedett el.
1921-ben a Hungária Szálló éttermi vezetője lett. 1922–1945 között a Dunapalota Ritz Szálló éttermi vezetője volt.
1945 után a Park Club éttermének vezetését vette át. 1947-ben újból megnyitotta a New York kávéházat, ahonnan a rossz munkakörülmények miatt távozott. 1948–1958 között a Margitszigeti Nagyszálló éttermét vezette.
1958-ban a brüsszeli világkiállítás magyar éttermének előkészítését végezte el.
Az Új köztemetőben helyezték nyugalomra.

## Művei
- Felszolgálói ismeretek (szakkönyv, 1965-1967)

## Díjai, elismerései
- Kiváló Dolgozó
- Munka Érdemérem
- Szocialista Munkáért kitüntetés

## Emlékezete
- 1998-ban Schnitta-díjat alapított a Magyar Gasztronómiai Szövetség Éttermi Mesterbizottsága, amely életműdíjat a szakma fejlesztésében és tanulók képzésében kiemelkedők részére, évenként adják át.
- 2007-ben megalakult a Schnitta Sámuel a Magyar Éttermi Kultúráért Emlékbizottság, amelynek tagjai a díjazottak.
- 2011-ben létrehozták a Schnitta Sámuel Magyar Éttermi Kultúráért Egyesületet, amely önálló közhasznú szervezetként működik.
- 2017-ben a Margitszigeten emléktáblát avattak tiszteletére.[3]